# Токарев, Егор Акимович
Егор Акимович Токарев (1916—1999) — Гвардии красноармеец Рабоче-крестьянской Красной Армии, участник Великой Отечественной войны, Герой Советского Союза (1943).

## Биография
Егор Токарев родился 19 апреля 1914 года в селе Кругляковка (ныне — Купянский район Харьковской области Украины). После окончания семи классов школы работал машинистом на заводе. В феврале 1943 года Токарев был призван на службу в Рабоче-крестьянскую Красную Армию. С марта того же года — на фронтах Великой Отечественной войны.
К сентябрю 1943 года гвардии красноармеец Егор Токарев был разведчиком 11-й гвардейской отдельной разведроты 14-й гвардейской стрелковой дивизии 57-й армии Степного фронта. Отличился во время битвы за Днепр. В ночь с 25 на 26 сентября 1943 года Токарев одним из первых переправился через Днепр в районе села Пушкарёвка (ныне — в черте Верхнеднепровска) и принял активное участие в боях за захват и удержание плацдарма на его западном берегу.
Указом Президиума Верховного Совета СССР от 20 декабря 1943 года гвардии красноармеец Егор Токарев был удостоен высокого звания Героя Советского Союза с вручением ордена Ленина и медали «Золотая Звезда».
После окончания войны Токарев был демобилизован. Проживал и работал сначала на родине, затем в селе Георгиевка Лутугинского района Луганской области.
Был также награждён орденами Отечественной войны 1-й степени и Красной Звезды, рядом медалей.